# Aleksandr Kajdan
Aleksandr Petróvitx Kajdan (3 de setembre de 1922, Moscou – 29 de maig, de 1997, Washington DC) fou un dels principals bizantinistes de finals del segle xx.

## Període soviètic
Kajdan fou educat a l'Institut Pedagògic d'Ufa i a la Universitat Estatal de Moscou, on estudià amb l'historiador de l'Anglaterra medieval, Ievgueni Kosminski. Una iniciativa soviètica de postguerra per reactivar els estudis romans d'Orient a l'URSS va portar a Kajdan a escriure una tesi sobre la història agrària de la fase final de l'Imperi Romà d'Orient (publicada el 1952 com Agràrnie otnoxénia v Vizantí XIII-XIV vv.) Malgrat la seva creixent reputació, el prejudici antisemític a l'acadèmia soviètica de l'era de Stalin va forçar a Kajdan a acceptar un seguit de posicions com a professor provincial (a Ivanovo, 1947-49, i Tula, 1949-52). Després de la mort de Stalin el 1953, la situació de Kajdan va millorar, i va ser contractat per un institut a Velikie Luki. El 1956 es va assegurar una posició a l'Institut per a la Història de l'Acadèmia Russa de Ciències, on romandria fins a deixar la Unió Soviètica el 1978.
Kajdan fou un erudit immensament prolífic durant la seva carrera soviètica, va publicar més de 500 articles i importants llibres; les seves publicacions contribuïen al creixent prestigi internacional dels estudis romans d'Orient de l'URSS. El seu article del 1954, Vizantíiskie gorodà v vii–xi vv., publicat a la revista Soviétskaia arkheológia, versava sobre l'evidència arqueològica i numismàtica que el segle vii constituïa una ruptura essencial en la societat urbana de l'Imperi Romà d'Orient. En aparèixer, aquesta tesi va ser durament criticada però el pas del temps i les proves arqueològiques l'han corroborada i ha permés aprofundir sobre la discontinuïtat en la història de l'Imperi Romà d'Orient i ha desbancat la concepció anterior de l'Imperi Romà medieval com una relíquia congelada en l'antiguitat tardana. Altres estudis cabdals que daten d'aquesta primera part de la carrera de Kajdan inclouen Derévnia i górod v Vizantiï: ix–x vv. (1960), un estudi de la relació entre ciutat i camp als segles ix i x; Vizantíiskaia kultura (x–xii vv.) (1968), un estudi de la cultura romana entre els segles x i xii; i Sotsialni sostav gospodstvuiúsxego klassa Vizantiï xi–xii vv. (1974), un influent estudi prosopogràfic i estadístic de l'estructura de la classe dirigent romana als segles xi i xii.

## Deserció als Estats Units
El 1976, el fill de Kajdan, el matemàtic David Kajdan (fins aleshores conegut com a Dmitri), emigrà als Estats Units, on acceptà una posició a la Universitat Harvard. Aquesta deserció va produir un canvi immediat en la situació de Kajdan a la Unió Soviètica; la seva muller, Musja, perdia la seva posició en una editorial de Moscou i els seus superiors en l'establiment acadèmic soviètic censuraven amb més freqüència el seu treball. L'octubre de 1978, ell i la seva muller obtingueren passaports i deixaren la Unió Soviètica per sempre. El febrer de 1979 arribaven a Dumbarton Oaks, un centre d'estudis romans d'Orient a Washington DC, on Kajdan ocupà la posició de senior research associate fins a la seva mort.

## Obres majors als Estats Units
Les primeres publicacions importants de Kajdan en anglès varen ser col·laboracions: People and Power in Byzantium (1982), un estudi exhaustiu de la societat romana, va ser escrit amb Giles Constable; Studies in Byzantine literature (1984) amb Simon Franklin; i Change in Byzantine Culture in the Eleventh and Twelfth Centuries (1985) amb Ann Wharton Epstein. El seu projecte més important en llengua anglesa va ser un treball d'equip, el diccionari de tres volums, Oxford Dictionary of Byzantium (1991), editat per Kajdan. Va esdevenir la primera obra de referència en la seva temàtica, i es manté com a referència indispensable en totes les àrees d'estudis romans d'Orient. Va contribuir en molts articles del Diccionari, que estan signats amb les seves inicials «A.K». A mesura que Kajdan se sentia més còmode en anglès, el seu ritme de publicació va anar augmentant fins a igualar la seva producció anterior en rus.